# Leucophenga lynettae
Leucophenga lynettae är en tvåvingeart som beskrevs av Bock 1984. Leucophenga lynettae ingår i släktet Leucophenga och familjen daggflugor. Inga underarter finns listade i Catalogue of Life.